# Атласка регија
Атласка регија или Атласке земље је регија у северној Африци која захвата повшину од око 925.000 км². Простире се на крајњем северозападу континента и обухвата територије Марока, Алжира и Туниса. Име је добила по планинама Атлас, која доминира рељефом регије. Становништво чине претежно Арапи и Бербери, укупно око 60 милиона.

## Положај
Атласка регија захвата просторе између Средоземног мора на северу и истоку, Сахаре на југу и Атлантског океана на западу. То је крајњи северозападни део континента, који је на истоку дубоко усечен Средоземним морем и заливима. Ова област често се и назива Магреб, али за разлику од њега не укључује и држава Либију.

## Геологија
Атлас је у основи висораван са свих страна ограничена планинама. Оне се на северу приближавају мору и стрмо се завршавају на обалама. Стога је она слабо разуђена и са малим бројем залива. Атласке планине издизале су се за време три орогене фазе - докамбријске, херцинске и алпске. Најинтензивнији покрети догодили су се у периоду еоцен-миоцен. Крајем последње фазе убирања јавља се и вулканизам. Атласке планине састоје се од неколико међусобно паралелних венаца. На северу су Рифски и Телски Атлас сачињени од флиша и кречњака. На западу почињу од обала Атлантика  - Антиатлас, Високи и Средњи Атлас, грађени од старих кристаластих стена, гнајса и кречњака. На простору Марока, на Високом Атласу налази се и највиши врх овог венца и регије уопште - Тупкал (4.165 м). На њега се наставља Сахарски Атлас сачињен углавном од кредних и јурских кречњака.
Између свих ових венаца пружа се пространа висораван чија је основа образована још у најстаријој историји Африке и везана је за првобитна иницијална копна. На западу се издваја Мароканска мезета (600-700 м), а на истоку Шотска висораван (900 м). На простору Шотске висоравни бројна су слана језера - шотови по чему је и добила свој назив. Атласка регија је сеизмички активна регија, а узрок томе је некадашњи вулканизам који је за време терцијара и квартара умногоме обликовао данашње црте рељефа.

## Географија
Клима Атласке регије под утицајем је Средоземља и Сахаре. Током зиме антициклон над пустињом условљава појаву падавине, док се за време лета зона високог ваздушног притиска помера ка северу и тада је северна Африка под утицајем топлог и сувог времена. У уском приобалном појасу развијена је средоземна клима, сличних одлика као и у Европи. Температуре се крећу од 10—12 °C током зиме и око 24—27 °C за време лета. Удаљавањем од обале температуре расту и до 30-34 °C. У унутрашњости на висоравнима Марока и Алжира зимски део године је изузетно хладна и јавља се мраз. Температуре су често и до —15 °C, али су лета зато спарна и топла (25-27°). Из простора Сахаре дува ветар широко, који има фенски карактер. Падавине су неравномерно распоређене. У приобаљу се излучи до 700 мм талога, док ка југу та вредност опада на 100-200 милиметара. Најкишовитији предели су планински венци који примају 1.000-1.200 мм.
Неповољан климат условио је слабо развијену хидрографску мрежу. Реке су кратке и често пресушују. Највеће од њих извиру на Средњем и Високом Атласу — Шелиф (725 км), Мулуја (520 км) и др. Токови су најбогатији водом у пролеће, а током лета им протицај значајно опада. У унутрашњости на висоравни се јављају слана језера - Шот ел Ходна, Шот ел Шергуј и др. Флора и фауна је типично прелазна из средозмене ка пустињској. Доминира тврдолисно ниско дрвеће (храст, јавор), затим четинари, а највише је жбунастих формација. Ка југу флора поприма ксерофитни карактер. Најкарактеристичнија врта ових предела је фениксова палма.

## Становништво
Простор Северозападне Африке у прошлости су настањивали Бербери. Доласком Арапа у периоду VII-XIII век, локално становништво поприма бројне блискоисточне елементе. Стара берберска племена сачувала су свој језик, културу и обичаје у унутрашњости и на висоравнима. Нека од племена која су очувала свој идентитет су Кабили, Шавији, Мзабизти (Алжир), затим Рифи и Тамазикти (Мароко) и др. Током VI и XVII века приморје насељавају Маври, протерани са Иберисјког полуострва. Апари су наметнули свој језик и култуту, тако да је данас преостало само око 33% Бербера у Мароку и 26% у Алжиру, док су у Тунису изгубили скоро потпуно свој језик. У XIX и XX веку Европљани колонизатори доводе до новог етничког мешања. Тунис и Алжир окупирали су Французи, а Мароко делом Шпанци и Французи. У периоду 1956-1962. године ове државе поново су стекле независност.
У Алжиру живи око 33 милиона становника, у Тунису 10,5 милиона и у Мароку око 34 милиона. Природни прираштај Атласке регије је низак, у просеку око 15‰. Већина насеља има арапски карактер — касаба на узвишењу и медина на периферији. Најгушће насељена је обала Средоземља. Ту су се развили и највећи градови регије. Казабланка са 3,42 милиона становника, затим главни град Рабат и Фес и Маракеш као туристички центри су највећа насеља Марока. Највећи град Туниса је Тунис, а затим следе Сфакс, Сус и Бизерта као туристичка средишта. Посебно је значајан Керуан, као четврти најсветији град за Муслимане. Највећи и главни град Алжира је Алжир, а издвајају се још Оран и Анаба. У погледу вероисповести, 98% становништва Туниса су муслимани, а у Алжиру и Мароку око 99%.

## Привреда
Најважнија привредна грана регије је пољопривреда. У приобалном појасу становништво се бави земљорадњом и повртарством. Областе Тела је главни пољопривредни рејон у Тунису и Алжиру где се гаје пшеница, јечам, кукуруз и овас, као и агруми, маслине, смокве и бадеми. Ближе мору су засади винове лозе. Сточарство је заступљено на пашњацима на унутрашњој висоравни, где се гаје овце и козе, а у приобаљу и живина. У оазама у јужном делу Атласке регије гаји се урма.
Од рудних богатстава регије издвајају се фосфати, нафта, земни гас и гвоздена руда. Највећа лежишта фосфата су у Мароку (Јусуфија, Куригба), где се налази чак 2/3 светских залиха ове руде. Нафта и гас се експлоатишу у Хамаметском и Габеском заливу (Тунис), као и у северним деловима Сахаре (Алжир). Атласке планине су значајно богате рудама. Мангана има на Антиатласу, Великом и Рифском Атласу (Мароко). Оловно-цинкана руда заступљена је у Тунису и Рифском Атласу, а гвожђа има на Телском и Средњем Атласу (Мароко и Алжир).
Туризам игра значајну улогу у привреди Атласке регије. Највећи туристички центри су Хахамет, Монастир, Џерба, Сус, Бизерта (Тунис), затим Казабланка, Агадир, Тангер (Мароко) и Оран (Алжир). У већини градова налазе се старе градске четврти које датирају из средњег века, те су заштићене као културна баштина УНЕСКО-а.